# Perruche royale
Alisterus scapularis
Espèce
Statut de conservation UICN

 LC  : Préoccupation mineure
Statut CITES
La Perruche royale (Alisterus scapularis) est une espèce de perruches endémiques de l'Est de l'Australie

## Description

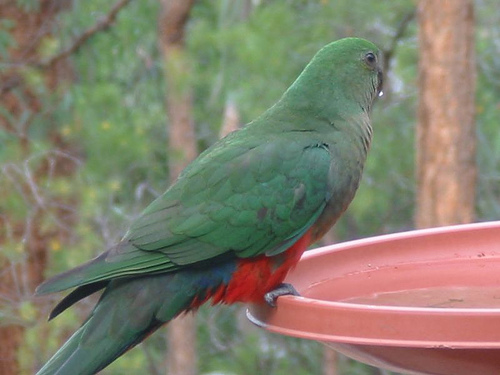
Une femelle

Le plumage de la Perruche royale est vert pour les parties supérieures et rouge pour les inférieures. Le croupion est bleu.
Les iris sont jaunes et les pattes grises.
Cet oiseau mesure environ 43 cm.
Le dimorphisme sexuel est prononcé : le mâle possède une tête complètement rouge et un bec orange tandis que la femelle présente une tête et une poitrine vertes ainsi qu'un bec noir.
Les immatures ressemblent à la femelle à l'exception du bec et des iris bruns.

## Répartition

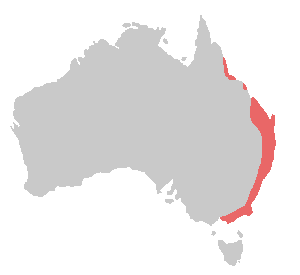
Carte de répartition de l'espèce

La Perruche royale est présente sur la côte est de l'Australie du nord du Queensland au sud de Victoria. Elle est assez répandue mais a cependant disparu de certaines régions où l'Eucalyptus a été arraché pour faire place à des arbres non autochtones comme le Pin de Monterey Pinus radiata.

## Captivité

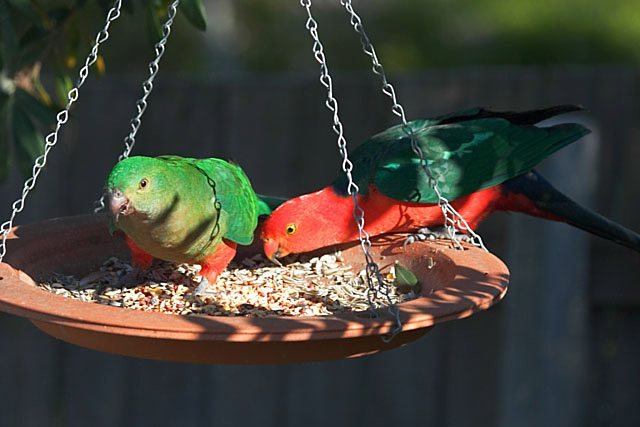
Un couple

La Perruche royale est bien connue dans les élevages même si elle n'est pas très répandue. La première reproduction a été enregistrée en 1880 en Allemagne.

## Taxinomie

### Sous-espèces
D'après la classification de référence (version 5.2, 2015) du Congrès ornithologique international, cette espèce est constituée des deux sous-espèces suivantes :
- Alisterus scapularis scapularis ;
- Alisterus scapularis minor, plus petite et généralement plus mince.